# Сабрина Голеш
Сабрина Голеш (хорв. Sabrina Goleš, нар. 3 червня 1965) — колишня хорватська тенісистка (виступала за Югославію). Здобула один одиночний та три парні титули туру WTA.
Найвищу одиночну позицію світового рейтингу — 27 місце досягла 2 лютого 1987, парну — 55 місце — 19 січня 1987 року.
Перемагала таких тенісисток першої 10-ки рейтингу як Аранча Санчес Вікаріо, Клаудія Коде-Кільш, Беттіна Бюнге, Кеті Ріналді, Ліса Бондер, Катарина Малеєва, Мануела Малеєва, Карлінг Бассетт, Гана Мандлікова, Андреа Темешварі, Вірджинія Вейд.
Завершила кар'єру 1990 року.

## Фінали Туру WTA

### Одиночний розряд 4 (1–3)
| Легенда           |   |
| Grand Slam        | 0 |
| WTA Championships | 0 |
| Tier I            | 0 |
| Tier II           | 0 |
| Tier III          | 0 |
| Tier IV & V       | 0 |
| Олімпійські Ігри  | 0 |

| Результат | Ранг | Дата              | Турнір                | Покриття | Опонент          | Рахунок       |
| Поразка   | 1.   | 23 квітня 1984    | Таранто, Італія       | Ґрунт    | Сандра Чеккіні   | 3–6, 5–7      |
| Поразка   | 2.   | 11 серпня 1984    | Лос-Анджелес, США     | Тверде   | Штеффі Граф      | 6–1, 3–6, 4–6 |
| Поразка   | 3.   | 16 листопада 1986 | Сан-Хуан, Пуерто Рико | Тверде   | Раффаелла Реджі  | 6–7, 6–4, 3–6 |
| Перемога  | 4.   | 4 жовтня 1987     | Париж, Франція        | Ґрунт    | Сандра Вассерман | 7–5, 6–1      |

### Парний розряд 8 (3–5)
| Легенда           |   |
| Grand Slam        | 0 |
| WTA Championships | 0 |
| Tier I            | 0 |
| Tier II           | 0 |
| Tier III          | 0 |
| Tier IV & V       | 2 |
| Олімпійські Ігри  | 0 |

| Титули за покриттям |   |
| Тверде              | 0 |
| Ґрунт               | 2 |
| Трава               | 0 |
| Килим               | 1 |

| Результат | Ранг | Дата              | Турнір                                      | Покриття | Партнер           | Опоненти                           | Рахунок       |
| Поразка   | 1.   | 11 листопада 1985 | Гілверсум, Нідерландські Антильські острови | Килим    | Сандра Чеккіні    | Марселла Мескер Катрін Танв'є      | 2–6, 2–6      |
| Перемога  | 2.   | 27 квітня 1986    | Wild Dunes, South Carolina                  | Ґрунт    | Сандра Чеккіні    | Лаура Аррая Марцела Скугерська     | 4–6, 6–0, 6–3 |
| Поразка   | 3.   | 4 жовтня 1987     | Париж, Франція                              | Ґрунт    | Сандра Чеккіні    | Ізабель Демонжо Наталі Тозья       | 6–1, 3–6, 3–6 |
| Перемога  | 4.   | 7 серпня 1988     | Афіни, Греція                               | Ґрунт    | Юдіт Візнер       | Зільке Франкль Забіне Гак          | 7–5, 6–0      |
| Поразка   | 5.   | 14 серпня 1988    | Софія, Болгарія                             | Тверде   | Катарина Малеєва  | Кончіта Мартінес Барбара Паулюс    | 6–1, 1–6, 4–6 |
| Перемога  | 6.   | 7 травня 1989     | Таранто, Італія                             | Ґрунт    | Мерседес Пас      | Софі Ам'яш Емманюель Дерлі         | 6–2, 6–2      |
| Поразка   | 7.   | 30 липня 1989     | Бостад, Швеція                              | Ґрунт    | Катарина Малеєва  | Мерседес Пас Тіна Шоєр-Ларсен      | 2–6, 5–7      |
| Поразка   | 8.   | 29 квітня 1990    | Barcelona Ladies Open, Іспанія              | Ґрунт    | Патрісія Тарабіні | Мерседес Пас Аранча Санчес Вікаріо | 7–6, 2–6, 1–6 |

## Фінали ITF
| Турніри $25,000 |
| Турніри $10,000 |

### Одиночний розряд (1–2)
| Результат | Ранг | Дата            | Турнір          | Покриття | Опонент         | Рахунок       |
| --------- | ---- | --------------- | --------------- | -------- | --------------- | ------------- |
| Поразка   | 1.   | 28 березня 1983 | Таранто, Італія | Ґрунт    | Сандра Чеккіні  | 7–6, 6–7, 3–6 |
| Поразка   | 2.   | 4 квітня 1983   | Казерта, Італія | Ґрунт    | Сандра Чеккіні  | 6–2, 6–7, 2–6 |
| Перемога  | 3.   | 18 квітня 1983  | Барі, Італія    | Ґрунт    | Елізабет Мінтер | 1–6, 7–5, 6–3 |

### Парний розряд (0–2)
| Результат | Ранг | Дата            | Турнір          | Покриття | Партнер      | Опоненти                                    | Рахунок  |
| Поразка   | 1.   | 28 березня 1983 | Таранто, Італія | Ґрунт    | Рената Шашак | Елізабет Мінтер Bernadette Randall-Marshall | 5–7, 1–6 |
| Поразка   | 2.   | 18 квітня 1983  | Барі, Італія    | Ґрунт    | Рената Шашак | Елізабет Мінтер Anne Harris                 | 4–6, 2–6 |

## Виступи в одиночних турнірах Великого шолома
| Турнір                                 | 1983  | 1984  | 1985  | 1986  | 1987  | 1988  | 1989  | 1990  | В-П    |
| -------------------------------------- | ----- | ----- | ----- | ----- | ----- | ----- | ----- | ----- | ------ |
| Відкритий чемпіонат Австралії з тенісу |       |       |       | НП    |       |       |       | 1р    | 0 / 1  |
| Відкритий чемпіонат Франції з тенісу   | 2р    | 2р    | 1р    | 1р    | 1р    | 1р    | 1р    | 1р    | 0 / 8  |
| Вімблдонський турнір                   |       | 1р    | 1р    | 1р    | 2р    | 1р    | 1р    |       | 0 / 6  |
| Відкритий чемпіонат США з тенісу       | 2р    | 1р    | 2р    | 1р    | 2р    | 2р    | 3р    |       | 0 / 7  |
| SR                                     | 0 / 2 | 0 / 3 | 0 / 3 | 0 / 3 | 0 / 3 | 0 / 3 | 0 / 3 | 0 / 2 | 0 / 22 |
| Рейтинг на кінець року                 | 110   | 55    | 54    | 30    | 64    | 59    | 105   | 203   |        |